# United Artists
United Artists je americké filmové studio. Původně založeno v roce 1919, prodané v roce 1985 a obnoveno v roce 2006.

## Historie
Dne 5. února 1919 herci Charles Chaplin, Douglas Fairbanks a Mary Pickfordová a režisér David Wark Griffith, čtyři známé osobnosti amerického filmu, založili vlastní produkční a distribuční společnost United Artists Corporation.
Záměrem společnosti bylo finančně podporovat kvalitní filmy nezávislých filmových umělců a postarat se o jejich distribuci. Současně ale bylo nutné, aby si zakladatelé zajistili kontrolu nad vlastním ziskem. Vznik společnosti byl reakcí na bezprostředně očekávanou dohodu dvou největších filmových podniků, First National a Famous Players, podle níž mělo dojít k drastickému omezení neúměrně vysokých platů. Obě velké firmy se chtěly touto dohodou postavit proti běžné praxi svých filmových hvězd, které se pokoušely rozeštvávat společnosti a zároveň střídat různá studia tak, aby mohly stále své platy šroubovat co nejvýš.
Díky slavným jménům sdruženým ve společnosti se United Artists skutečně podařilo prolomit stávající hráz mezi výrobnou, půjčovnou filmů a místem, kde se filmy promítaly. Společnost neměla žádné vlastní ateliéry, a tak využívala pouze filmových studií svých členů. United Artists nevedla se svými hvězdami, režiséry a techniky žádný složitý smluvní systém, dokonce neusilovala o zřetězení kin – vzhledem k tomu, že se vždy dal očekávat u filmů společnosti finanční úspěch, majitelé kin je velmi ochotně promítali i bez smluv.
Současné studio United Artists vytvořené v listopadu 2006 vzniklo v rámci partnerství mezi Tomem Cruisem a jeho produkční partnerkou Paulou Wagner a Metro-Goldwyn-Mayer Studios Inc. (společnost MGM). Paula Wagner opustila studio 14. srpna 2008. Tom Cruise vlastnil malý podíl ve studiu až do konce roku 2011. Poté byla společnost UA plně vlastněna dceřinou společností MGM, jež byla sama vlastněna MGM Holdings.